# Liste des titres musicaux numéro un du Billboard Hot Latin Songs en 2020
Cet article traite des titres musicaux ayant connu le plus de succès en 2020 du Billboard Hot Latin Songs d'après le magazine Billboard.

## Historique
| Date         | Artiste(s)                                | Titre                     | Référence |
| ------------ | ----------------------------------------- | ------------------------- | --------- |
| 4 janvier    | The Black Eyed Peas featuring J Balvin    | Ritmo (Bad Boys for Life) |           |
| 11 janvier   | The Black Eyed Peas featuring J Balvin    | Ritmo (Bad Boys for Life) |           |
| 18 janvier   | The Black Eyed Peas featuring J Balvin    | Ritmo (Bad Boys for Life) |           |
| 25 janvier   | The Black Eyed Peas featuring J Balvin    | Ritmo (Bad Boys for Life) |           |
| 1 février    | Karol G featuring Nicki Minaj             | Tusa                      |           |
| 8 février    | Karol G featuring Nicki Minaj             | Tusa                      |           |
| 15 février   | Karol G featuring Nicki Minaj             | Tusa                      |           |
| 22 février   | The Black Eyed Peas featuring J Balvin    | Ritmo (Bad Boys for Life) |           |
| 29 février   | The Black Eyed Peas featuring J Balvin    | Ritmo (Bad Boys for Life) |           |
| 7 mars       | The Black Eyed Peas featuring J Balvin    | Ritmo (Bad Boys for Life) |           |
| 14 mars      | Bad Bunny                                 | Si Veo a Tu Mamá          |           |
| 21 mars      | The Black Eyed Peas and J Balvin          | Ritmo (Bad Boys for Life) |           |
| 28 mars      | The Black Eyed Peas and J Balvin          | Ritmo (Bad Boys for Life) |           |
| 4 avril      | The Black Eyed Peas and J Balvin          | Ritmo (Bad Boys for Life) |           |
| 11 avril     | The Black Eyed Peas and J Balvin          | Ritmo (Bad Boys for Life) |           |
| 18 avril     | The Black Eyed Peas and J Balvin          | Ritmo (Bad Boys for Life) |           |
| 25 avril     | The Black Eyed Peas and J Balvin          | Ritmo (Bad Boys for Life) |           |
| 2 mai        | The Black Eyed Peas and J Balvin          | Ritmo (Bad Boys for Life) |           |
| 9 mai        | The Black Eyed Peas and J Balvin          | Ritmo (Bad Boys for Life) |           |
| 16 mai       | The Black Eyed Peas and J Balvin          | Ritmo (Bad Boys for Life) |           |
| 23 mai       | The Black Eyed Peas and J Balvin          | Ritmo (Bad Boys for Life) |           |
| 30 mai       | The Black Eyed Peas and J Balvin          | Ritmo (Bad Boys for Life) |           |
| 6 juin       | The Black Eyed Peas and J Balvin          | Ritmo (Bad Boys for Life) |           |
| 13 juin      | The Black Eyed Peas and J Balvin          | Ritmo (Bad Boys for Life) |           |
| 20 juin      | The Black Eyed Peas and J Balvin          | Ritmo (Bad Boys for Life) |           |
| 27 juin      | The Black Eyed Peas and J Balvin          | Ritmo (Bad Boys for Life) |           |
| 4 juillet    | The Black Eyed Peas and J Balvin          | Ritmo (Bad Boys for Life) |           |
| 11 juillet   | The Black Eyed Peas and J Balvin          | Ritmo (Bad Boys for Life) |           |
| 18 juillet   | The Black Eyed Peas, Ozuna et J. Rey Soul | Mamacita                  |           |
| 25 juillet   | The Black Eyed Peas, Ozuna et J. Rey Soul | Mamacita                  |           |
| 1 août       | The Black Eyed Peas, Ozuna et J. Rey Soul | Mamacita                  |           |
| 8 août       | J Balvin, Dua Lipa, Bad Bunny et Tainy    | Un Día (One Day)          |           |
| 15 août      | J Balvin, Dua Lipa, Bad Bunny et Tainy    | Un Día (One Day)          |           |
| 22 août      | J Balvin, Dua Lipa, Bad Bunny et Tainy    | Un Día (One Day)          |           |
| 29 août      | J Balvin, Dua Lipa, Bad Bunny et Tainy    | Un Día (One Day)          |           |
| 5 septembre  | J Balvin, Dua Lipa, Bad Bunny et Tainy    | Un Día (One Day)          |           |
| 12 septembre | Maluma                                    | Hawái                     |           |
| 19 septembre | Maluma                                    | Hawái                     |           |
| 26 septembre | Maluma                                    | Hawái                     |           |
| 3 octobre    | Maluma                                    | Hawái                     |           |
| 10 octobre   | Maluma                                    | Hawái                     |           |
| 17 octobre   | Maluma                                    | Hawái                     |           |
| 24 octobre   | Maluma                                    | Hawái                     |           |
| 31 octobre   | Maluma                                    | Hawái                     |           |
| 7 novembre   | Maluma                                    | Hawái                     |           |
| 14 novembre  | Bad Bunny et Jhay Cortez                  | Dakiti                    |           |
| 21 novembre  | Bad Bunny et Jhay Cortez                  | Dakiti                    |           |
| 28 novembre  | Bad Bunny et Jhay Cortez                  | Dakiti                    |           |
| 5 décembre   | Bad Bunny et Jhay Cortez                  | Dakiti                    |           |
| 12 décembre  | Bad Bunny et Jhay Cortez                  | Dakiti                    |           |
| 19 décembre  | Bad Bunny et Jhay Cortez                  | Dakiti                    |           |
| 26 décembre  | Bad Bunny et Jhay Cortez                  | Dakiti                    |           |